# Campeonato Nacional Abierto de México (bádminton)
El Campeonato Nacional Abierto de México es un torneo internacional de bádminton que se ha organizado en México desde 1949.
El Campeonato Nacional Abierto de México es uno de los torneos latinoamericanos más importantes de bádminton junto con los Campeonatos Panamericanos de Bádminton y los Juegos Panamericanos, pues es el torneo internacional de bádminton más antiguo de Latinoamérica.
En este campeonato se han medido las mejores raquetas mexicanas junto con grandes badmintonistas extranjeros prácticamente de todas partes del Mundo, incluidos jugadores que actualmente son miembros del Salón Mundial de la Fama del Bádminton, como es el caso de Erland Kops, así como grandes jugadores que han representado a sus países en la Thomas Cup y la Uber Cup, tales como Tan Joe Hok y Channarong Ratanaseangsuang, además de otros jugadores que ya han sido inducidos como miembros del Salón de la Fama de sus respectivos países de origen, como por ejemplo: Don Paup, Jamie Paulson, Tyna Barinaga, Dorothy O´Neil, Helen Tibbetts y Margaret Varner.
El primer torneo estuvo organizado por la entonces Asociación de Bádminton de México y el Centro Deportivo Chapultepec AC con el nombre de Torneo Internacional de la Ciudad de México en 1949; hubo cuatro ediciones más en 1952, 1958, 1959 y 1961.
En 1964, la Asociación de Bádminton de México cambió el nombre oficial de esta competición por el de Campeonato Nacional Abierto de México.
El Campeonato Nacional Abierto de México se ha celebrado junto con el Campeonato Nacional de Bádminton de México, cuya principal diferencia estriba en que para el primero también pueden participar jugadores de bádminton extranjeros, mientras que el segundo se encuentra reservado solamente para badmintonistas mexicanos. Inicialmente, la intención de los organizadores de ambos torneos era que se celebrasen anualmente; este cometido no ha sido siempre posible, debido a razones de diferente índole.
En 2009, la Federación Mexicana de Bádminton decidió empezar el conteo de los torneos otra vez; de tal suerte que el Campeonato Nacional Abierto de México de 2014 está considerado como el quinto campeonato nacional abierto.

## Campeones

### Campeonato Nacional Abierto de México:[7][8]
| Año           | Singles varonil               | Singles femenil               | Dobles varonil                                  | Dobles femenil                         | Mixtos                                             |
| ------------- | ----------------------------- | ----------------------------- | ----------------------------------------------- | -------------------------------------- | -------------------------------------------------- |
| 1964 detalles | Channarong Ratanaseangsuang   | Pat Gallagher                 | Channarong Ratanaseangsuang Pichai Loaharanu    | Carolina Allier Lucero Soto            | Channarong Ratanaseangsuang Judy Adamos            |
| 1965 detalles | Erland Kops                   | Dorothy O’Neil                | Erland Kops Don Paup                            | Helen Tibbetts Tyna Barinaga           | Pichai Loaharanu Helen Tibbetts                    |
| 1966 detalles | Antonio Rangel                | Carolina Allier               | Raúl Rangel Antonio Rangel                      | Carlene Starkey Lucero Soto            | Oscar Lujan Josefina de Tinoco                     |
| 1967 detalles | Channarong Ratanaseangsuang   | Carolina Allier               | Stan Hales Rod Starkey                          | Carlene Starkey Diane Hales            | Stan Hales Diane Hales                             |
| 1968 detalles | Channarong Ratanaseangsuang   | Carolina Allier               | Channarong Ratanaseangsuang Jamie Paulson       | Carolina Allier Lucero Soto de Peniche | Channarong Ratanaseangsuang Lucero Soto de Peniche |
| 1971          | Roy Díaz González             | Vicki Toutz                   | Roy Díaz González Víctor Jaramillo              | Carlene Starkey Judianne Kelly         | Francisco Sañudo Carlene Starkey                   |
| 1972          | Sture Johnsson                | Lucero Soto de Peniche        | Jorge Palazuelos Francisco Sañudo               | Carlene Starkey Gay Meyer              | Stan Hales Gay Meyer                               |
| 1973          | Sture Johnsson                | Carlene Starkey               | Channarong Ratanaseangsuang Raphi Kanchanaraphi | Carlene Starkey Maryanne Breckell      | Flemming Delfs Carlene Starkey                     |
| 1974          | Paul Whetnall                 | Madalene Steinbroner          | Roy Díaz González Jorge Palazuelos              | Carlene Starkey Maryanne Breckell      | Paul Whetnall Carlene Starkey                      |
| 1975          | Thomas Kihlström              | Judianne Kelly                | Flemming Delfs Elo Hansen                       | Judianne Kelly Madalene Steinbroner    | Thomas Kihlström Judianne Kelly                    |
| 1977          | Roy Díaz González             | Sharon Crawford               | Ricardo Jaramillo Víctor Jaramillo              | Claire Backhouse Sharon Crawford       | John Britton Traci White                           |
| 1979          | Chris Kinard                  | Utami Dewi                    |                                                 |                                        |                                                    |
| 1980 1988     | No hay información disponible | No hay información disponible | No hay información disponible                   | No hay información disponible          | No hay información disponible                      |
| 1989          | John Goss                     | Doris Piché                   | Chris Jogis Benny Lee                           | Chantal Jobin Doris Piché              | Mike Bitten Doris Piché                            |
| 1998          | Ardy Wiranata                 | Milaine Cloutier              | Howard Bach Mark Manha                          | Milaine Cloutier Robbyn Hermitage      | Brent Olynyk Robbyn Hermitage                      |
| 1999          | Ardy Wiranata                 | Ling Wan Ting                 | Ma Che Kong Yau Tsz Yuk                         | Louisa Koon Wai Chee Ling Wan Ting     | Mike Beres Kara Solmundson                         |
| 2002          | Tjitte Weistra                | Kelly Morgan                  | Matthew Hughes Martyn Lewis                     | Felicity Gallup Joanne Muggeridge      | Tjitte Weistra Doriana Rivera                      |
| 2009          | Kevin Cordón                  | Karyn Vélez                   | José Luis González Andrés López                 | Victoria Montero Karyn Vélez           | José Luis González Naty Rangel                     |
| 2010          | Osleni Guerrero               | Victoria Montero              | Lino Muñoz Andrés López                         | Victoria Montero Cynthia González      | Andrés López Victoria Montero                      |
| 2011          | Rodrigo Pacheco               | Victoria Montero              | Lino Muñoz Andrés López                         | Lohaynny Vicente Luana Vicente         | Andrés López Victoria Montero                      |
| 2012          | Suspendido                    | Suspendido                    | Suspendido                                      | Suspendido                             | Suspendido                                         |
| 2013          | Osleni Guerrero               | Lohaynny Vicente              | Kevin Dennerly-Minturn Oliver Leydon-Davis      | Paula Pereira Lohaynny Vicente         | Daniel Paiola Paula Pereira                        |
| 2014          | Luis Ramón Garrido            | Haramara Gaitan               | Job Castillo Antonio Ocegueda                   | Cynthia González Mariana Ugalde        | Lino Muñoz Cynthia González                        |
| 2015          | Ernesto Velázquez             | Telma Santos                  | Job Castillo Lino Muñoz                         | Lohaynny Vicente Luana Vicente         | David Obernosterer Elisabeth Baldauf               |

1. ↑  La Federación Mundial de Badminton. «Miembros del Salón Mundial de la Fama». http://bwfbadminton.org (en inglés). Archivado desde el original el 5 de abril de 2016. Consultado el 11 de agosto de 2016.
2. ↑  Herbert Scheele, The International Badminton Federation Handbook for 1967 (Canterbury, Kent, England: J. A. Jennings Ltd.,1967) 79 - 87.
3. ↑  USA Badminton / La Federación de los Estados Unidos de Badminton. «Miembros del Paseo de la Fama (Walk of Fame)». http://www.teamusa.org (en inglés). Consultado el 11 de agosto de 2016.
4. ↑  Pat Davis, The Guinness Book of Badminton (Enfield, Middlesex, England: Guinness Superlatives Ltd., 1983) 113.
5. 1 2  Herbert A. E. Scheele ed., The International Badminton Federation Handbook for 1965 (Bromley, Kent, England: J. A. Jennings Ltd. 1965) p 212.
6. ↑  «Historia de la FEMEBA». Federación Mexicana de Badminton. Federación Mexicana de Badminton. Archivado desde el original el 6 de agosto de 2016. Consultado el 3 de agosto de 2016.
7. ↑  Herbert Scheele ed., the International Badminton Federation Handbook for 1971 (Canterbury, Kent, England: J. A. Jennings Ltd., 1971) 236.
8. ↑  «Campeones». badminton.com.mx. 5 de diciembre de 2014. Consultado el 1 de agosto de 2016.

- Datos: Q1484521
- Multimedia: Mexico International Badminton Championships / Q1484521